# (6523) Clube
(6523) Clube  es un asteroide que cruza la órbita de Marte, descubierto el 1 de octubre de 1991 por Robert H. McNaught desde el Observatorio de Siding Spring, en Australia.

## Designación y nombre
Clube se designó inicialmente como 1991 TC.
Más adelante fue nombrado en honor al astrónomo inglés S. Victor M. Clube (nacido en 1934), famoso por sus puntos de vista heterodoxos sobre diversas áreas de la astrofísica y la ciencia planetaria. Clube era estudiante en Oxford, donde era un jugador de críquet de renombre; sus lanzamientos confundieron a varios bateadores famosos de las Indias Occidentales antes de que el joven Gary Sobers lo golpeara con seis. Después de trabajar durante muchos años en el Real Observatorio de Edimburgo, Clube regresó a Oxford, donde continúa la investigación sobre los cuerpos menores del sistema solar, su supuesto origen de cometas gigantes y su influencia sobre el clima terrestre y las civilizaciones humanas. También tiene intereses en varias otras áreas de la astrofísica y la relatividad general.

## Características orbitales
Clube orbita a una distancia media del Sol de 2,647 ua, pudiendo acercarse hasta 1,542 ua y alejarse hasta 3,753 ua. Tiene una excentricidad de 0,418 y una inclinación orbital de 26,632° grados. Emplea en completar una órbita alrededor del Sol 1573,15 días.

## Características físicas
Su magnitud absoluta es 15,39.